# Роберт Аркарт
Роберт Аркарт (англ. Roy Urquhart; нар. 28 листопада 1901, Шеппертон, Міддлсекс — пом. 13 грудня 1988, Ментейт, Пертшир) — британський воєначальник, майор-генерал Британської армії, учасник Другої світової війни, придушення Арабського повстання та війни в Малайї. У роки Другої світової командував 1-ю повітрянодесантною дивізією, бився в Італії, Голландії та Норвегії.

## Біографія
Військова кар'єра
- 24 грудня 1920 — другий лейтенант
- 24 грудня 1922 — лейтенант
- 26 березня 1929 — капітан
- 1 серпня 1938 — майор
- 28 грудня 1940 — підполковник (тимчасове звання)
- 19 травня 1943 — полковник (тимчасове звання)
- 19 травня 1945 — бригадир (тимчасове звання)
- 19 листопада 1943 — підполковник
- 10 січня 1945 — полковник
- 10 січня 1944 — майор-генерал (тимчасове звання)
- 17 листопада 1947 — майор-генерал

Роберт Елліот «Рой» Аркарт народився у невеличкому англійському селі Шеппертон, у графстві Міддлсекс, у родині дантиста шотландського походження. Здобув освіту в школі Святого Павла у Лондоні та у Королівському військовому коледжі в Сандгерсті. 24 грудня 1920 року випустився другим лейтенантом до Легкого гірського піхотного полку британської армії.
Аркарт спочатку служив у 1-му батальйоні свого полку. З 1933 по 1936 рік служив ад'ютантом 2-го батальйону полку, що дислокувався на Мальті. З 1936 до 1937 року навчався у Штабному коледжі в Камберлі, а після закінчення повернувся до 2-го батальйону свого полку, і служив у Палестині під час Арабського повстання. 1 серпня 1938 року Аркарт підвищений у майори, а в жовтні він був відправлений до Індії штабним офіцером. З травня 1939 року — заступник помічника генерал-квартирмейстера (DAQMG) у штабі Британської армії в Індії.
В перші роки Другої світової війни Аркарт служив в Індії, де пробув до 1941 року, коли був направлений до Північної Африки, а звідсіля штаб-офіцером 3-ї піхотної дивізії у Великій Британії. У період з 1941 по 1942 рік він отримав звання підполковника і командував 2-м батальйоном, Легкого піхотного полку герцога Корнуоллського до 1942 року. Пізніше призначений штаб-офіцером 51-ї (Гірської) піхотної дивізії, яка тоді дислокувалася в Північній Африці під командуванням майор-генерала Дугласа Вімберлі. Нетривалий час він командував 231-ю піхотною бригадною групою, на чолі якої брав участь у вторгненні союзників на Сицилію, пізніше у вторгненні на материкову Італію, перш ніж повернутися до Англії.
До 1944 року Аркарт був старшим штабним офіцером XII корпусу. Згодом став командиром 1-ї повітрянодесантної дивізії, хоча ніколи не служив у повітрянодесантних формуваннях. Незважаючи на те, що Аркарт був новачком у повітрянодесантних операціях, він керував своєю дивізією під час операції «Маркет-Гарден» у вересні 1944 року. Протягом дев'яти днів дивізія генерала Аркарта без підтримки загальновійськових формувань вела запеклу битву проти панцерчастин II танкового корпусу СС. Страждаючи від все більших втрат, британські десантники відчайдушно билися на зайнятому п'ятачку, який невмолимо зменшувався, поки 25 вересня комдив не отримав наказ про відведення залишків своєї дивізії за Рейн. За ці дев'ять днів важких боїв 1-ша повітрянодесантна дивізія втратила понад три чверті своєї сили. Парашутна дивізія фактично була розгромлена як бойове з'єднання, тому її вивели до Сполученого Королівства і вона не брала подальшої участі у Другій світовій війні. За командування дивізією в таких надзвичайно суворих умовах голландський уряд відзначив Аркарта орденом Бронзового лева.
У травні 1945 року в Норвегії, за участю 1-ї дивізії майор-генерала Аркарта, розпочалася остання операція під кодовою назвою «Думсдей», коли капітулювали останні німецькі частини на окупованій території країни. У серпні 1945 року дивізія повернулася до Англії, а в листопаді 1945 її розформували.
У післявоєнний час генерал Аркарт став директором департаменту Територіальної армії та сил кадетів при Воєнному офісі, та незабаром очолив сформовану 16-та повітрянодесантна дивізія Територіальної армії, утворену шляхом об'єднання частин 1-ї та 6-ї повітрянодесантних дивізій, які героїчно билися в роки війни. З грудня 1948 року командував 52-ю Шотландською піхотною дивізією. 1950 році став командувачем Малайського командування у розпач війни в цій колишній британської колонії.
23 липня 1952 року майор-генерал Роберт Аркарт став командувачем британськими військами в британській окупаційні зоні в Австрії. 20 грудня 1955 року він здав посаду та пішов у відставку.